# Centro Deportivo Pionyang
El Gimnasio Pionyang o el Centro Deportivo Pionyang (en coreano: 평양체육관) también conocido como el Estadio Cubierto de Pionyang, es una arena localizada en la ciudad de Pionyang, la capital del país asiático de Corea del Norte. La capacidad del estadio es de 20 100 personas y fue inaugurado en el año 1973. Se utiliza para albergar eventos bajo techo, sobre todo deportivos, como el baloncesto y el voleibol, así como también conciertos.